# Biffrad
Biffrad är en styckningsdetalj av nötkött mellan entrecote och rostbiff. Av denna styckningsdetalj kan flera varianter sågas ut. Sågas den ut med filé och ben kallas den T-benstek eller dubbelbiff, sågas den utan filé men med ben kallas den klubbstek eller enkelbiff. Om den sågas utan varken ben eller filé, där den även blivit trimmad på fett och senor, kallas det ryggbiff.